# Columnea illepida
Columnea illepida là một loài thực vật có hoa trong họ Tai voi. Loài này được H.E.Moore mô tả khoa học đầu tiên năm 1960.